# Les Assions
Les Assions é uma comuna francesa na região administrativa de Auvérnia-Ródano-Alpes, no departamento de Ardèche. Estende-se por uma área de 14,88 km². Em 2010 a comuna tinha 768 habitantes (densidade: 51,6 hab./km²).